# Edith Bulwer-Lytton
Edith Bulwer-Lytton, Countess of Lytton, född 15 september 1841, död 17 september 1936, var vicedrottning av Indien (Vicereine of India) 1876–1880 som gift med den brittiske vicekungen i Indien, Robert Bulwer-Lytton, 1:e earl av Lytton.
Hon var dotter till Edward Ernest Villiers och Elizabeth Charlotte Liddell. Hon gifte sig 1864 med Robert Bulwer-Lytton, 1:e earl av Lytton. 
Tillsammans fick de sju barn: Edward Rowland John Bulwer-Lytton (1865–1871), Elizabeth Edith "Betty" Bulwer-Lytton (1867–1942), Constance Lytton (1869–1923), Henry Meredith Edward Bulwer-Lytton (1872–1874), Emily Bulwer-Lytton (1876–1964), Victor Bulwer-Lytton (1876–1947) samt Neville Stephen Bulwer-Lytton (1879–1951). 
Hennes make blev 1876 vicekung i Indien. Som vicedrottning organiserade hon ett ceremoniellt hovliv för vicekungen som kunde representera det brittiska kungahuset i Indien med samma prakt som förekom bland hoven i Europa. Hon engagerade sig för utbildning för kvinnor i Indien. Hon närvarade vid den berömda Delhi Durbar 1877. Maken avgick 1880. 
Hon följde maken på hans uppdrag som ambassadör i Paris 1887–1891. Hon blev änka 1891. Hon var hovdam åt drottning Viktoria 1895–1901 och åt drottning Alexandra 1901–1905. Hon levde från 1905 ett tillbakadraget liv på sitt gods. 
Hennes dagböcker har utgivits. 